# Radball-Weltcup 2021
Der Radball-Weltcup 2021 war die 19. Austragung des von der UCI veranstalteten Radball-Weltcups. Die Turnier-Serie begann am 24. April und endete am 27. November mit dem Weltcup-Finale in Großkoschen.
Das Finale des Weltcups gewannen Patrick Schnetzer mit seinem neuen Spielpartner Stefan Feurstein vom RV Dornbirn.

## Modus
Nachdem der Weltcup 2020 infolge der Corona-Pandemie ausgefallen war, kam auch 2021 nur ein reduzierter Kalender zustande. Die in der Jahresmitte geplanten Turniere in Langenschiltach, Ginsheim und Hardt sowie ein anvisiertes Turnier in Asien konnten nicht stattfinden. Letztlich fand der Weltcup gänzlich ohne asiatische Beteiligung statt. Auch St. Gallen musste absagen, dafür sprang kurzfristig Beringen ein.
Für den Weltcup waren je drei Teams aus den vier besten Nationen der letzten Weltmeisterschaft und zwei Teams aus der fünftplatzierten Nation qualifiziert. Aus allen weiteren Ländern war maximal ein Team teilnahmeberechtigt. Hinzu kamen noch die Teams, welche mit einer Wildcard des Veranstalters teilnehmen konnten.

## Turnier-Übersicht
| Turnier    | Austragungsort | Datum        | Gewinner      | Zweiter     | Dritter     |
| ---------- | -------------- | ------------ | ------------- | ----------- | ----------- |
| 1. Turnier | Dornbirn       | 24. April    | RV Dornbirn 1 | RMC Stein 1 | RMV Pfungen |
| 2. Turnier | Beringen       | 16. Oktober  | RV Dornbirn 1 | RMV Pfungen | RMC Stein 1 |
| 3. Turnier | Altdorf        | 13. November | RV Obernfeld  | RMC Stein 2 | MO Svitávka |
| Finale     | Großkoschen    | 27. November | RV Dornbirn 1 | RMC Stein 1 | RMV Pfungen |

## Punktestand
Für jedes Weltcupturnier wurden Weltcuppunkte vergeben. Nach den ersten drei Turnieren wurden die Punkte jedes Teams addiert, und die acht Teams mit den meisten Punkten gelangten ins Finale. Normalerweise ist auch das beste asiatische Team qualifiziert, was dieses Jahr mangels Teilnahme entfiel. Hinzu kommt das Heimteam (Wildcard) des Veranstalters.
| Rang   | 1  | 2  | 3  | 4  | 5  | 6  | 7  | 8  | 9  | 10 |
| Punkte | 50 | 45 | 40 | 35 | 30 | 25 | 20 | 18 | 16 | 14 |
| ------ | -- | -- | -- | -- | -- | -- | -- | -- | -- | -- |

Der Punktestand entschied nur darüber, welche Teams ins Finale gelangten. Dort hatten jedoch alle Teams die Chance auf den Gesamtsieg.
Die mit gelb hinterlegten Teams waren fürs Finale qualifiziert. Rechts sind die Ränge bei den einzelnen Turnieren dargestellt.
| Rang | Team             | Spieler                 | Spieler            | Punkte | Osterreich     | Belgien        | Schweiz        |
| ---- | ---------------- | ----------------------- | ------------------ | ------ | -------------- | -------------- | -------------- |
| 1    | RV Dornbirn 1    | Patrick Schnetzer       | Stefan Feurstein   | 100    | Goldmedaille   | Goldmedaille   | –              |
| 2    | RMV Pfungen      | Severin Waibel          | Benjamin Waibel    | 85     | Bronzemedaille | Silbermedaille | –              |
| 3    | RMC Stein 1      | Gerhard Mlady           | Bernd Mlady        | 85     | Silbermedaille | Bronzemedaille | –              |
| 4    | RMC Stein 2      | Robert Mlady            | Michael Birkner    | 75     | 5              | –              | Silbermedaille |
| 5    | RV Obernfeld     | André Kopp              | Raphael Kopp       | 70     | –              | 7              | Goldmedaille   |
| 6    | RMV Mosnang      | Lukas Schönenberger     | Andreas Zaugg      | 70     | 4              | –              | 4              |
| 7    | MO Svitávka      | Jiří Hrdlička jun.      | Roman Staněk       | 58     | 8              | –              | Bronzemedaille |
| 8    | HZG Beringen     | Brecht Damen            | Niels Dirikx       | 55     | –              | 4              | 7              |
| 9    | VC Dorlisheim    | Quentin Seyfried        | Mathias Seyfried   | 50     | 6              | 6              | –              |
| 10   | RV Dornbirn 2    | Pascal Fontain          | Patrick Köck       | 41     | 9              | –              | 6              |
| 11   | TJ Favorit Brünn | Jan Havlíček            | Robert Zvolánek    | 34     | –              | 9              | 8              |
| 12   | TJ Sokol Zlín    | Ludvík Písek            | Miroslav Gottfried | 34     | 7              | 10             | –              |
| 13   | ARBÖ St. Pölten  | Michael Schlachtner     | Manuel Schlachtner | 32     | –              | 8              | 10             |
| 14   | RSC Schiefbahn   | Sven Holland-Moritz     | Marius Hermanns    | 30     | –              | 5              | –              |
| 15   | RS Altdorf 2     | Roman Schneider         | Fabian Hauri       | 30     | –              | –              | 5              |
| 16   | RS Altdorf 3     | Timon Fröhlich          | Yannick Fröhlich   | 16     | –              | –              | 9              |
| 17   | RV Dornbirn 3    | Maximilian Schwendinger | Bastian Arnoldi    | 14     | 10             | –              | –              |

## Weltcup-Finale
Die Wildcard im Finale erhielt das heimische Team des RSV Großkoschen. Die aus den Vorrunden qualifizierte Mannschaft von HZG Beringen verzichtete, es rückte die neuntplatzierte Mannschaft RV Dornbirn 2 nach. Als Ersatz für die beste asiatische Mannschaft trat TJ Sokol Zlín an.
Die zehn Teams wurden in zwei Fünfer-Gruppen unterteilt, innerhalb derer jeder gegen jeden spielte. Danach spielten die Fünftplatzierten der beiden Gruppen um Rang 9 und 10, die beiden Viertplatzierten um Rang 7 und 8 und die beiden Drittplatzierten um Rang 5 und 6. Die Sieger der beiden Gruppen spielten im Halbfinale gegen den Zweitplatzierten der anderen Gruppe um einen Finalplatz. Die Verlierer der beiden Halbfinale spielten um Rang 3 und 4 und die beiden Gewinner um den Gesamtweltcup-Sieg.

### Vorrunde

#### Gruppe 1
| Rang | Team            | DOR   | MOS   | GRO   | STE   | ZLI   | S | U | N | Tore  | Punkte |
| ---- | --------------- | ----- | ----- | ----- | ----- | ----- | - | - | - | ----- | ------ |
| 1    | RV Dornbirn 1   |       | 4 : 2 | 9 : 4 | 6 : 3 | 7 : 2 | 4 | 0 | 0 | 26:11 | 12     |
| 2    | RMV Mosnang     | 2 : 4 |       | 5 : 2 | 4 : 6 | 6 : 4 | 2 | 0 | 2 | 17:16 | 6      |
| 3    | RSV Großkoschen | 4 : 9 | 2 : 5 |       | 6 : 2 | 8 : 3 | 2 | 0 | 2 | 20:19 | 6      |
| 4    | RMC Stein 2     | 3 : 6 | 6 : 4 | 2 : 6 |       | 7 : 4 | 2 | 0 | 2 | 18:20 | 6      |
| 5    | TJ Sokol Zlín   | 2 : 7 | 4 : 6 | 3 : 8 | 4 : 7 |       | 0 | 0 | 4 | 13:28 | 0      |

#### Gruppe 2
| Rang | Team          | STE    | PFU    | OBE    | SVI    | DOR    | S | U | N | Tore  | Punkte |
| ---- | ------------- | ------ | ------ | ------ | ------ | ------ | - | - | - | ----- | ------ |
| 1    | RMC Stein 1   |        | 8 : 6  | 3 : 2  | 11 : 4 | 11 : 3 | 4 | 0 | 0 | 33:15 | 12     |
| 2    | RMV Pfungen   | 6 : 8  |        | 3 : 3  | 11 : 8 | 7 : 2  | 2 | 1 | 1 | 27:21 | 7      |
| 3    | RV Obernfeld  | 2 : 3  | 3 : 3  |        | 12 : 4 | 8 : 1  | 2 | 1 | 1 | 25:11 | 7      |
| 4    | MO Svitávka   | 4 : 11 | 8 : 11 | 4 : 12 |        | 6 : 4  | 1 | 0 | 3 | 22:38 | 3      |
| 5    | RV Dornbirn 2 | 3 : 11 | 2 : 7  | 1 : 8  | 4 : 6  |        | 0 | 0 | 4 | 10:32 | 0      |

4-Meter-Schießen um Platz 2: RMV Pfungen – RV Obernfeld 4 : 3

### Finalrunde
| 1. Halbfinale           |   |               |                      |
| RV Dornbirn 1           | – | RMV Pfungen   | 2 : 2 (5 : 4 n. 4M.) |
| 2. Halbfinale           |   |               |                      |
| RMC Stein 1             | – | RMV Mosnang   | 7 : 4                |
| Spiel um Platz 9 und 10 |   |               |                      |
| TJ Sokol Zlín           | – | RV Dornbirn 2 | 1 : 1 (4 : 5 n. 4M.) |
| Spiel um Platz 7 und 8  |   |               |                      |
| RMC Stein 2             | – | MO Svitávka   | 7 : 4                |
| Spiel um Platz 5 und 6  |   |               |                      |
| RSV Großkoschen         | – | RV Obernfeld  | 3 : 8                |
| Spiel um Platz 3 und 4  |   |               |                      |
| RMV Pfungen             | – | RMV Mosnang   | 9 : 5                |
| Finale                  |   |               |                      |
| RV Dornbirn 1           | – | RMC Stein 1   | 6 : 5                |

### Endstand
| Rang           | Team            | Spieler             | Spieler            |
| -------------- | --------------- | ------------------- | ------------------ |
| Goldmedaille   | RV Dornbirn 1   | Patrick Schnetzer   | Stefan Feurstein   |
| Silbermedaille | RMC Stein 1     | Gerhard Mlady       | Bernd Mlady        |
| Bronzemedaille | RMV Pfungen     | Severin Waibel      | Benjamin Waibel    |
| 4              | RMV Mosnang     | Lukas Schönenberger | Andreas Zaugg      |
| 5              | RV Obernfeld    | André Kopp          | Raphael Kopp       |
| 6              | RSV Großkoschen | Tim Lehmann         | Eric Lehmann       |
| 7              | RMC Stein 2     | Robert Mlady        | Michael Birkner    |
| 8              | MO Svitávka     | Roman Staňek        | Jiří Hrdlička jun. |
| 9              | RV Dornbirn 2   | Pascal Fontain      | Robert Rutkowski   |
| 10             | TJ Sokol Zlín   | Ludvík Písek        | Miroslav Gottfried |